# シムクガマ
シムクガマは、沖縄県中頭郡読谷村波平にある鍾乳洞(ガマ)。1945年(昭和20年)4月1日午前5時30分、砲撃が開始され米軍が投降の説得を呼びかけるが、1000名近くの村民が集団自決なく脱出した。

## 「シムクガマ」の意味
「シムク」は「シム」が沖縄弁で「下」を、「ク」も同様に「向」を意味し、シムクガマも谷の下にあることからこの名がついたといわれている。ガマ内の温度は通年ほぼ一定であり、夏は涼しく冬は暖かいことから、昔から村民の憩いの場として利用されてきた。

## 米軍上陸時のガマ
1945年4月1日、読谷村に米軍が上陸し、読谷村を爆撃、破壊した。村民は、1944年（昭和19年）10月10日の空襲（十・十空襲）以来、爆撃を受けるたびにガマへ逃げ込んでいた。上陸前の連日の爆撃は、朝8時頃から始まり夕方5時頃には収まっていたが、上陸を間近に控えた3月23日から上陸前日の3月31日までの爆撃は昼夜通しで行われた。シムクガマは1200メートル内陸に入った場所にあり、4月1日午前9時半（遅くても10時頃）には、米軍がチビチリガマへ到着して通過した後、まもなくシムクガマへ到達した。シムクガマには、警防団の本部が設置されていた。団長は銃を持つ元日本兵で、団員は13〜15歳までの少年で構成されていた。

## ガマからの脱出
シムクガマでは、4月1日午前5時30分、砲撃が開始されると、警防団に集合命令がかかり、ガマの入り口付近で見張りをしていた。午前10時頃にアメリカ兵はシムクガマに到達し、投降を呼びかけるが、チビチリガマ同様、ガマを出る者はいなかった。自決するべきという意志が村民の間で広まっていき、子どもの警防団員らが、竹槍を持ってアメリカ兵へ突撃しようと動き出したとき、ハワイからの帰国者、比嘉平治（当時72歳）と比嘉平三（当時63歳）が少年たちを止め、アメリカ兵と対話したところ、手向かいしない限り殺さないのでガマを出るように伝えられたため、村民たちを説得した。その結果、シムクガマからは1000名あまりの村民が自決することなく脱出した。

## 比嘉平治と比嘉平三
彼らは、ハワイからの帰国者で1945年、米軍の投降呼びかけに対しパニックになるガマ内の人々約1000名を救った。

### 軍国教育(鬼畜米兵)
太平洋戦争時、日本の敵であったアメリカやイギリスを鬼として捉える教育である。この教育は、「敵軍の捕虜になるぐらいなら自決(自殺)せよ」というもの(軍国教育)で軍内で行われていた。

### 救出
ハワイ帰りの彼らは、この教育のことを知らなかったため、自決しようとするガマ内の人々に「アメリカーガー、チュォクルサンドー（アメリカ人は人を殺さないよ）」や「生きるように」と必死に説得した。その結果、ガマ内の人々約1000名を救った。

## 現在
比嘉平治と比嘉平三の功績をたたえる石碑が1995年から設置されている。